# رونالد هاريسون
رونالد هاريسون (بالإنجليزية: Ronald Harrison)‏ هو رسام جنوب أفريقي، ولد في 18 مارس 1940 في Athlone, Cape Town ‏ في جنوب أفريقيا، وتوفي في 28 يونيو 2011 في كيب تاون في جنوب أفريقيا.